# مانويل الثاني
مانويل الثاني باليولوج (27 يوليو 1350 - 21 يوليو 1425)، إمبراطور بيزنطي حكم من 16 فبراير 1391م حتى وفاته في 21 يوليو 1425م.

## حياته
وُلد مانويل الثاني سنة 1350م وهو الابن الثاني للإمبراطور يوحنا الخامس باليولوج من زوجته هيلينا كانتاكوزينا. تولى مانويل حكم سالونيك من قبل والده ما بين عامي 1365م-1370م، وقد سافر أثناء ولايته إلى الغرب طالبا المساعدة العسكرية ضد الدولة العثمانية. بعد محاولة الانقلاب الفاشلة التي قام بها أندرونيكوس الرابع الابن الأكبر للإمبراطور، تم تعيين مانويل وليا للعهد ولكن الأمر لم يستمر طويلا، ففي سنة 1390م وقبل وفاة الإمبراطور يوحنا الخامس باليولوج بعام واحد، اغتصب يوحنا السابع باليولوج - نجل أندرونيكوس الرابع - العرش، فقام مانويل بالاستعانة بالجنود البنادقة وأوقع الهزيمة بجيوش يوحنا السابع، وأعيد الإمبراطور يوحنا الخامس باليولوج إلى الحكم مرة أخرى.

## الإقامة ببورصة والاستنجاد بالغرب
على الرغم من استعادة الإمبراطور يوحنا الخامس لعرشه، إلا أن السلطان بايزيد الأول العثماني أخذ مانويل كرهينة فخرية وأقامه في بلاطه بمدينة بورصة، وقد أُجبر على الاشتراك في الحملة العسكرية العثمانية ضد مدينة فيلادلفيا آخر معاقل البيزنطيين في الأناضول وانتهت الحملة بفتح العثمانيين للمدينة.
في سنة 1391م توفي والده الإمبراطور يوحنا الخامس باليولوج وبمجرد سماعه للنبأ، ترك مانويل بلاط السلطان وذهب إلى القسطنطينية لتسلم مقاليد الحكم، فعمل على تنظيم شؤونها والقضاء على الزعماء الموالين ليوحنا السابع وإن كانت العلاقات بينهما قد تحسنت فيما بعد. في سنة 1394م ضرب العثمانيون الحصار على القسطنطينية واستمر الحصار خمس سنوات وكادت المدينة أن تسقط لولا مهاجمة تيمورلنك لأملاك العثمانيين في الأناضول، مما اضطر السلطان بايزيد الأول إلى رفع الحصار ومواجهة جيش تيمورلنك الزاحف صوب أنقرة، وتقابل الجيشان هناك وانهزم العثمانيين في معركة أنقرة 1402م ودمر جيشهم بالكامل وأسر السلطان بايزيد ومات في الأسر وبذلك نجت الإمبراطورية البيزنطية من الفناء، وأعلن الإمبراطور مانويل الثاني خضوعه وتبعيته لتيمورلنك.

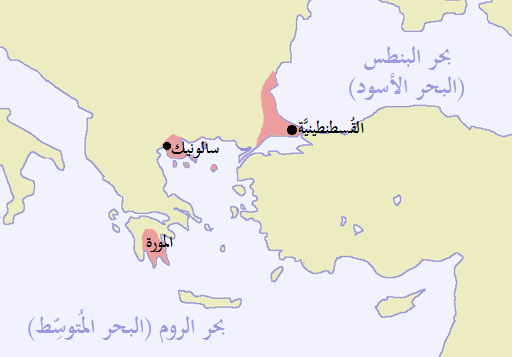
الإمبراطورية البيزنطية سنة 1402م

وأثناء الحصار، سلم مانويل مقاليد الحكم مؤقتا ليوحنا السابع وسافر إلى الغرب طالبا الدعم المادي والعسكري ضد العثمانيين، فزار الإمبراطورية الرومانية المقدسة وزار إنجلترا - ليُصبح الإمبراطور البيزنطي الوحيد الذي زار إنجلترا - وذهب إلى فرنسا حيث استقبله الملك شارل السادس بحفاوة بالغة وأمر بإرسال ست سفن تحمل 1200 رجلا للدفاع عن القسطنطينية ضد هجمات العثمانيين. وبينما كان مانويل منشغلاً بزيارته للمدن الأوروبية، قام سيغيسموند ملك المجر وامبراطور الامبراطورية الرومانية المقدسة بإعلان الحرب الصليبية على العثمانيين - كمحاولة لوقف تقدمهم في شرق أوروبا - وتقابل الجيشان الصليبي والعثماني في معركة نيقوپوليس حيث تعرض الجيش الصليبي لهزيمة منكرة وكاد العثمانيون أن يجتاحوا المجر لولا الخطر التيموري الذي تقدم ذكره.

## استعادة سالونيك وتحصين المورة
بعد هزيمة العثمانيين المروعة في معركة أنقرة 1402م، دبّ الخلاف والنزاع بين أبناء السلطان بايزيد الأول، واستقل كل أمير بما تحت يديه من البلاد، فاستغل مانويل الوضع واستولى على سالونيك وكافأ يوحنا على إخلاصه بأن عينه واليا عليها. كما عمل مانويل على تحصين إمارة المورة وترميم حصونها وعمل على توسيع رقعتها على حساب بقايا المملكة اللاتينية.

## وفاته
في سنة 1424م أُجبر مانويل على دفع الجزية مجددا للعثمانيين، وفي يوليو 1425م توفي الإمبراطور مانويل وكان قد عهد قبل وفاته بقليل بولاية العهد لولده يوحنا الثامن باليولوج.

## روابط خارجية
- مانويل الثاني على موقع الموسوعة البريطانية (الإنجليزية)
- مانويل الثاني على موقع إن إن دي بي (الإنجليزية)